# You Can Count on Me
 You Can Count on Me és una pel·lícula de Kenneth Lonergan estrenada el 2000.

## Argument
Samantha i Terry Prescott han perdut els seus pares quan eren joves. Anys més tard, Samantha és mare soltera i treballa en un banc, mentre que Terry és un delinqüent. Quan arriba a Scottsville, demana a la seva germana un préstec. L'allotja esperant inculcar-li el sentit de la responsabilitat. Es converteix en el millor amic de Rudy, el fill de Samantha i aquesta última decideix presentar al jove noi el seu pare biològic...

## Repartiment
- Laura Linney: Samantha "Sammy" Prescott
- Mark Ruffalo: Terry Prescott
- Matthew Broderick: Brian Everett
- Jon Tenney: Bob Stegeerson
- Rory Culkin: Rudy Prescott
- Gaby Hoffmann: Sheila
- Amy Ryan: Rachel Louise Prescott
- Michael Countryman: Thomas Gerard Prescott
- Adam Lefevre: el xèrif Darryl
- Halley Feiffer: Amy
- Whitney Vance: Sammy, de jove
- Peter Kerwin: Terry, de jove
- Besty Aidem: el pastor
- J. Smith-Cameron: Mabel
- Kenneth Lonergan: Ron
- Nina Garbiras: Nancy
- Josh Lucas: Rudy sènior
- Kim Parker: la promesa de Rudy senior
- Lisa Altomare: la cambrera
- Brian Ramage: el jove policia
- Richard Hummer: el lampista

## Premis i nominacions

### Nominacions
- 2001. Oscar a la millor actriu per Laura Linney
- 2001. Oscar al millor guió original per Kenneth Lonergan
- 2001. Globus d'Or a la millor actriu dramàtica per Laura Linney
- 2001. Globus d'Or al millor guió per Kenneth Lonergan

## Al voltant de la pel·lícula
- Gràcies a aquesta pel·lícula, Laura Linney va ser nominada als Oscars i als Premi Globus d'Or i obtingué premis en petits festivals.
- Martin Scorsese és el productor executiu.
- Gran premi del jurat del Festival de Sundance el 2000, exæquo amb Girlfight.
- Kenneth Lonergan, el director de la pel·lícula, té un petit paper.